# Saint-Gall
Pour les articles homonymes, voir Saint-Gall (homonymie).
Saint-Gall (Sankt Gallen en allemand, prononciation : /zaŋkt ˈɡalən/,, ? Écouter [Fiche], Sanggale en suisse allemand, San Gallo en italien) est une municipalité politique et le chef-lieu éponyme du canton de Saint-Gall en Suisse orientale. Saint-Gall est la huitième ville de Suisse et compte environ 80 000 habitants. Elle est l'une des villes les plus élevées de Suisse, à environ 700 m d'altitude. Saint-Gall se trouve sur la Steinach, une rivière qui se jette dans le lac de Constance, et qui est également divisée par la Sittertobel depuis l'agrandissement de la ville en 1918. Les origines de la ville de Saint-Gall remontent au VIIe siècle. À l'origine, il s'agissait d'une colonie autour du monastère de Saint-Gall, fondée vers 720 sur le site d'un ermitage, et qui s'est transformée en ville au Xe siècle ; elle est devenue une ville impériale en 1180.
Aujourd'hui, Saint-Gall fonctionne comme le centre culturel et économique de la Suisse orientale ; la ville est considérée comme la métropole de la Suisse orientale. Elle se trouve sur les axes routiers principaux (Munich-)St. Margrethen-Rorschach-St. Gallen-Winterthur-Zurich et (Konstanz-)Romanshorn-St. Gallen-Rapperswil-Lucerne et est considérée comme la porte d'entrée du pays d'Appenzell. La ville est intéressante pour les touristes en raison de l'église abbatiale et de la bibliothèque abbatiale, qui ont été inscrites sur la liste du patrimoine mondial de l'UNESCO. Saint-Gall est également connue pour ses broderies. On peut les voir aujourd'hui au Musée du textile de Saint-Gall, qui est consacré à l'histoire de l'industrie textile en Suisse orientale. Outre les plus hautes autorités cantonales, l'Université de Saint-Gall et le Tribunal administratif fédéral (TAF) y ont également leur siège.
Saint-Gall tire son nom du moine errant Gallus, car elle a été fondée sur l'ermitage du moine irlandais Gall au VIIe siècle,.

## Géographie

### Situation
La commune de Saint-Gall s'étend sur 39,39 km2. Lors du relevé de 2013-2018, les surfaces d'habitations et d'infrastructures représentaient 42,1 % de sa superficie, les surfaces agricoles 27,7 %, les surfaces boisées 28,2 % et les surfaces improductives 1,9 %.

### Climat
| Mois                                              | jan. | fév. | mars | avril | mai  | juin | jui. | août | sep. | oct. | nov. | déc. | année |
| ------------------------------------------------- | ---- | ---- | ---- | ----- | ---- | ---- | ---- | ---- | ---- | ---- | ---- | ---- | ----- |
| Température minimale moyenne (°C)                 | −2,3 | −2   | 1    | 4,2   | 8,2  | 11,8 | 13,6 | 13,6 | 9,9  | 6,3  | 1,6  | −1,6 | 5,4   |
| Température moyenne (°C)                          | 0,2  | 0,8  | 4,4  | 8,1   | 12,2 | 15,7 | 17,5 | 17,2 | 13,1 | 9,2  | 4,3  | 1,3  | 8,7   |
| Température maximale moyenne (°C)                 | 2,9  | 3,8  | 7,9  | 12,2  | 16,5 | 19,9 | 21,7 | 21,3 | 16,8 | 12,4 | 7    | 3,9  | 12,2  |
| Nombre de jours avec gel                          | 21   | 17,8 | 12,3 | 5,1   | 0,2  | 0    | 0    | 0    | 0,1  | 1,5  | 9,9  | 19,6 | 87,5  |
| Nombre de jours avec température maximale ≤ 0 °C  | 10   | 7,6  | 2,1  | 0,2   | 0    | 0    | 0    | 0    | 0    | 0,1  | 2,7  | 8,1  | 30,8  |
| Nombre de jours avec température maximale ≥ 25 °C | 0    | 0    | 0    | 0     | 1    | 5    | 7,6  | 6,7  | 0,3  | 0    | 0    | 0    | 20,6  |
| Nombre de jours avec température maximale ≥ 30 °C | 0    | 0    | 0    | 0     | 0    | 0,3  | 0,6  | 0,4  | 0    | 0    | 0    | 0    | 1,3   |
| Ensoleillement (h)                                | 57   | 79   | 132  | 168   | 186  | 200  | 227  | 209  | 154  | 101  | 59   | 48   | 1 619 |
| Précipitations (mm)                               | 67   | 64   | 87   | 103   | 156  | 170  | 174  | 185  | 138  | 105  | 93   | 90   | 1 433 |
| dont neige (cm)                                   | 33   | 45   | 27   | 10    | 1    | 0    | 0    | 0    | 0    | 3    | 21   | 37   | 177   |
| dont nombre de jours avec précipitations ≥ 1 mm   | 10,6 | 9,4  | 12   | 11,3  | 13,5 | 13,8 | 13,4 | 12,8 | 11,6 | 10,5 | 10,5 | 11,6 | 141   |
| Humidité relative (%)                             | 80   | 76   | 72   | 68    | 71   | 72   | 71   | 74   | 79   | 81   | 82   | 80   | 76    |
| Nombre de jours avec neige                        | 6,3  | 6,4  | 4,8  | 1,7   | 0,2  | 0    | 0    | 0    | 0    | 0,4  | 3,5  | 6    | 29,3  |

| Diagramme climatique                                  |         |        |            |            |             |             |             |            |            |        |           |
| J                                                     | F       | M      | A          | M          | J           | J           | A           | S          | O          | N      | D         |
| 2,9−2,367                                             | 3,8−264 | 7,9187 | 12,24,2103 | 16,58,2156 | 19,911,8170 | 21,713,6174 | 21,313,6185 | 16,89,9138 | 12,46,3105 | 71,693 | 3,9−1,690 |
| Moyennes : • Temp. maxi et mini °C • Précipitation mm |         |        |            |            |             |             |             |            |            |        |           |

### Transports

#### Ferroviaire
La gare de saint-gall est desservie par plusieurs lignes CFF et SOB à destination de Zurich, Coire (IR13), Genève (IC1), Bâle ; il y a aussi les AB qui desservent les cantons d'Appenzell via une gare située devant le bâtiment principal. 
Il est aussi possible de rejoindre Munich avec les trains Eurocity. 
La ville est le point central du Réseau express régional saint-gallois qui dessert les principales localités de l'agglomération et du canton. C'est aussi le point de départ de l'IR VAE à destination de Rapperswil, Arth-Goldau et Lucerne.

## Histoire

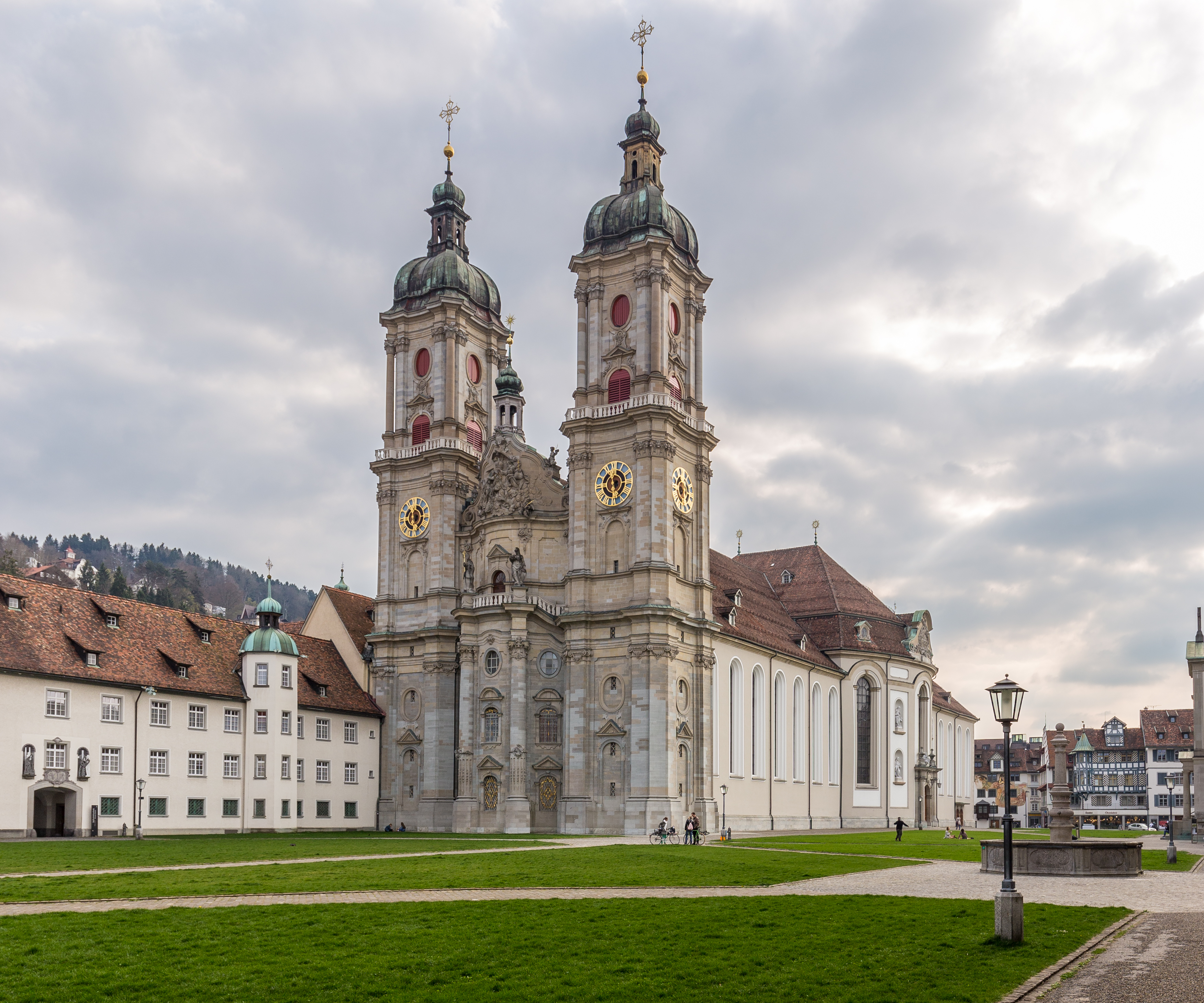
L’église abbatiale.

Photo aérienne par Walter Mittelholzer (1919).

La fondation de la ville est directement liée à l’activité de l’Abbaye de Saint-Gall, puisque l’archéologie n'a livré aucun indice d'une occupation durable avant le haut Moyen Âge. Le monastère est fondé en 719 et nommé en l'honneur de Gallus, un Irlandais compagnon de saint Colomban de Luxeuil qui a vécu et évangélisé dans la région à partir des années 610 ; il meurt dans son ermitage qui deviendra Saint-Gall en 646. Une communauté de laïcs s’installe sans tarder aux abords du monastère, constituant un village cité dès 926. Une enceinte élargie sera construite autour de la cité naissante après l’an 950.
Les premières institutions bourgeoises apparaissent dès 1170. Puis, une place du marché est attestée en 1228. Les bourgeois s'affirmèrent en prenant en charge des tâches d'assistance à la population, car ce furent eux en effet, et non pas l'abbaye (celle-ci se contenta d'apporter son soutien en tant que suzerain), qui fondèrent en 1228, au centre de la cité, l'hôpital du Saint-Esprit, institution accueillant des indigents et des orphelins, puis, au bas Moyen Âge, des vieillards.
La Réforme protestante déclenche des troubles dans les années 1520. Toutefois, en 1531, alors que la population était en majorité gagnée à la Réforme, la seconde paix de Kappel rend au catholicisme 6 des 12 seigneuries qui forment les possessions de l'Abbaye de Saint-Gall. La ville de Saint-Gall et deux seigneuries restent protestantes et une tolérance pour les deux confessions s'établit dans les trois autres, où l'utilisation des mêmes églises par les deux cultes provoque parfois des conflits.
En 1798, huit petites républiques sont proclamées sur le territoire de l'Abbaye de Saint-Gall, que la République helvétique répartit bientôt entre le canton du Säntis et celui de la Linth. La République nationalise les biens de l'abbaye de Saint-Gall le 17 septembre 1798. Au début de la deuxième guerre de coalition, l'armée autrichienne occupe la Suisse orientale (mai 1799) et restitue ses biens au prince-abbé Pankraz qui retrouve sa résidence, mais le succès de l'armée française à la bataille de Zurich met fin à cette brève restauration. Finalement, l'acte de Médiation de 1803 constitue le canton de Saint-Gall à partir des anciennes possessions de l'abbaye, et garantit le rétablissement des couvents supprimés. Le prince-abbé ayant refusé cette situation qui signifiait la perte de son pouvoir politique, le Grand Conseil cantonal entérine en 1805 la proposition du gouvernement qui supprime l'abbaye et nationalise définitivement ses biens.
Après la chute de l'Empire napoléonien en 1814, le canton de Saint-Gall, qui n'a que onze ans d'existence, est près d'éclater en raison de la pression des cantons voisins et de mouvements populaires autonomistes dans certaines anciennes seigneuries. Le gouvernement cantonal parvient néanmoins à pérenniser l'existence du canton et l'intégralité de son territoire.

## Population et société

### Démographie
Saint-Gall compte 78 213 habitants fin 2023. Sa densité de population atteint 1986 hab./km2.

#### Pyramide des âges
En 2023, le taux de personnes de moins de 30 ans s'élève à 34,2 %, au-dessus de la valeur cantonale (32,6 %). Le taux de personnes de plus de 60 ans est quant à lui de 23,6 %, alors qu'il est de 25,9 % au niveau cantonal.
La même année, la commune compte 38 894 hommes pour 39 319 femmes, soit un taux de 49,7 % d'hommes, inférieur à celui du canton (50,3 %).
| Hommes | Classe d’âge | Femmes |
| ------ | ------------ | ------ |
| 0,6    | 90 ans ou +  | 1,6    |
| 6,7    | 75 à 89 ans  | 9,5    |
| 13,5   | 60 à 74 ans  | 15,3   |
| 18,5   | 45 à 59 ans  | 18,3   |
| 25,0   | 30 à 44 ans  | 22,6   |
| 21,6   | 15 à 29 ans  | 19,5   |
| 14,1   | - de 14 ans  | 13,2   |

| Hommes | Classe d’âge | Femmes |
| ------ | ------------ | ------ |
| 0,5    | 90 ans ou +  | 1,2    |
| 7,5    | 75 à 89 ans  | 9,4    |
| 16,1   | 60 à 74 ans  | 17,0   |
| 20,3   | 45 à 59 ans  | 20,1   |
| 21,9   | 30 à 44 ans  | 20,6   |
| 17,8   | 15 à 29 ans  | 16,5   |
| 15,8   | - de 14 ans  | 15,1   |

### Langues
Plus de 85 % de la population de Saint-Gall est germanophone. Si l'allemand standard est la langue des affaires et de l'administration, les habitants pratiquent un dialecte local, le St.-Galler-Deutsch, dans la vie de tous les jours. Il s'agit d'une forme de haut alémanique.

### Université
L'Université de Saint-Gall (Universität St. Gallen (Hochschule für Wirtschafts-, Rechts- und Sozialwissenschaften – HSG)) offre des formations en sciences économiques et sociales et en droit. Créée en 1898, elle est considérée comme l'une des universités les plus prestigieuses du monde germanophone sur le plan des écoles de commerce, d'économie et de gestion.

### Sports
Saint-Gall a accueilli les championnats d'Europe d'équitation de saut d'obstacles en 1987 et en 1995.
club omnisports
- TSV St. Otmar Saint-Gall

football
- FC Saint-Gall

handball
- LC Brühl Handball
- BTV Saint-Gall
- TSV St. Otmar Saint-Gall Handball

### Évêché
- Diocèse de Saint-Gall dont le siège est la cathédrale.

## Culture et patrimoine

### Héraldique
| Blason | Blasonnement : D'argent à l'ours levé lampassé et vilené de gueules, colleté et armé d'or aux sourcils et aux creux des oreilles du même. Commentaires : L'empereur Frédéric III, en remerciement de l'aide apportée à Neuss contre Charles le Téméraire, par sa lettre du 5 juillet 1475, accorda à la ville le droit de porter les éléments héraldiques mentionnés en or. |

### Patrimoine bâti

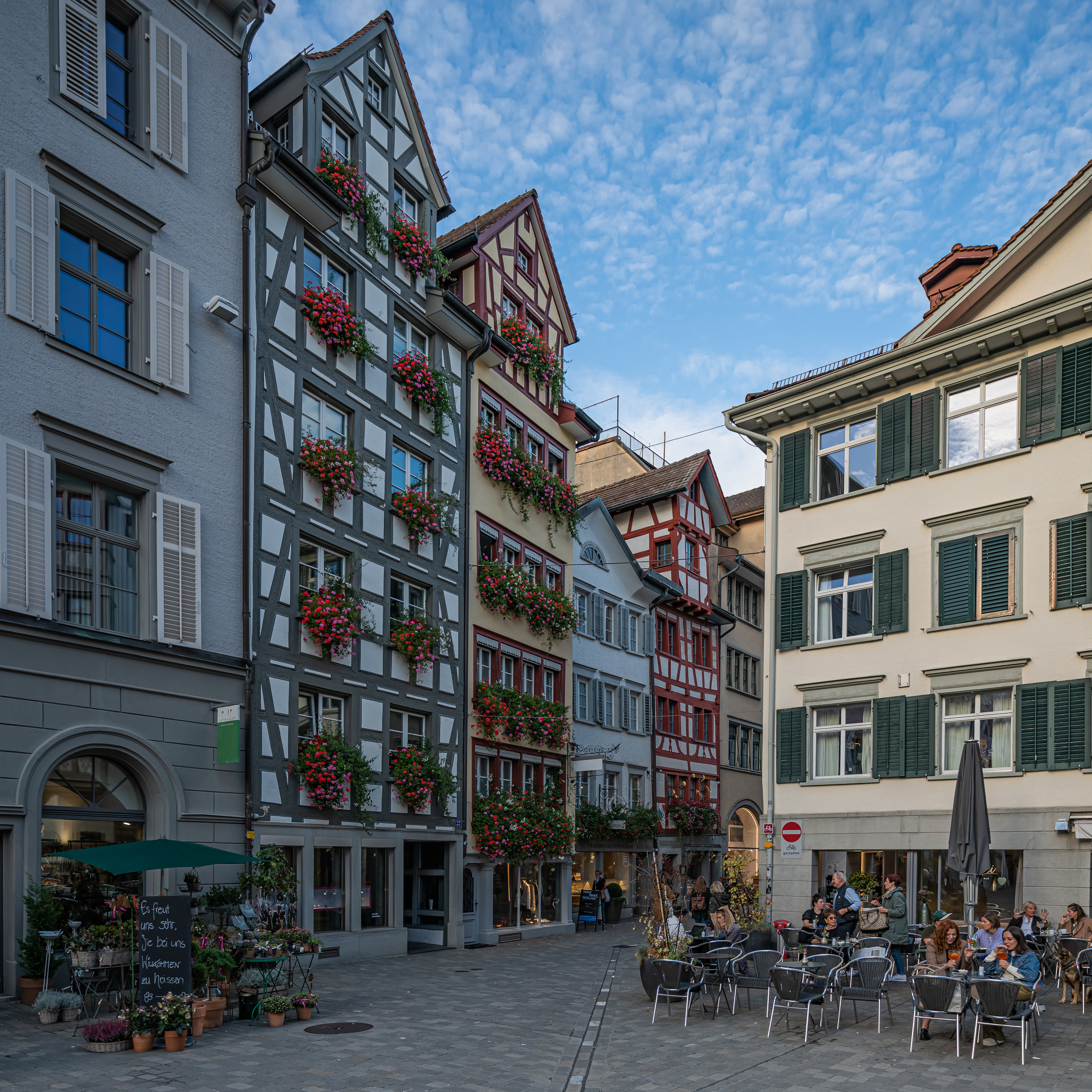
Vieille ville de Saint-Gall.

- L'abbaye de Saint-Gall possède une des plus riches bibliothèques médiévales qui contient de précieux manuscrits, notamment le plus ancien dessin d'architecture sur parchemin connu[12].
- La cathédrale de Saint-Gall
- Le couvent de Notkersegg

- Gare de Saint-Gall
- L'église Sainte-Marie à Saint-Gall-Neudorf, construite en 1914-1918 par l'architecte Adolf Gaudy, intègre la première réalisation importante, en Suisse, de la « fenêtre de pierre » (précurseur de la dalle de verre), inventée par l'artiste verrier Richard Arthur Nüscheler[13].

### Distinctions
- Elle obtient le prix Wakker en 1992.

### Événements annuels
- Salon suisse de l'agriculture et de l'alimentation (foire de l'Olma)
- OpenAir St. Gallen
- St. Gallen Symposium

### Personnalités
- Le moine Ekkehard Ier, écolâtre à l'abbaye, auteur vers 930 de la chanson de geste Waltharielied.
- Kaspar von Fels (1668-1752), maire de Saint-Gall.
- Christoph Girtanner (1760-1800), écrivain, médecin, physicien et chimiste, né à Saint-Gall.
- Johann Baptist Isenring (1796-1860), pionnier de la photographie, actif à Saint-Gall.
- Elise Honegger (1839-1912), féministe et journaliste, morte à Saint-Gall.
- Johann Gustav Eduard Stehle (1839-1915), maître de chapelle, organiste et professeur de musique suisse, directeur de musique à l'abbaye et mort à Saint-Gall.
- Hans Kürsteiner (1885-1968), espérantiste suisse, né à Saint-Gall.
- Paul Grüninger (1891-1972), officier de police et Juste parmi les nations, né et mort à Saint-Gall.
- Margret Fusbahn (1907-2001), aviatrice, née à Saint-Gall.
- Markus Gier (1970-), champion olympique d'aviron, né à Saint-Gall.
- Rédha Kouninef (1972-), homme d'affaires algérien.
- Linda Fäh (1987-), Miss Suisse 2009 ; vit à Saint-Gall.
- Jolanda Neff (1993-), coureuse cycliste suisse spécialiste du VTT cross-country, notamment championne du monde de cross country 2017.